# Šestak
Šestak je priimek več znanih Slovencev:
- Marija Šestak (*1979), atletinja
- Matija Šestak (*1972), atlet, trener